# The Nutty Professor (1963)
The Nutty Professor is een Amerikaanse speelfilm uit 1963 geregisseerd door Jerry Lewis. Lewis speelde tevens de hoofdrol van professor Julius Kelp. De muziek van de film werd gecomponeerd door Walter Scharf.
In 2004 werd de film opgenomen in het National Film Registry als zijnde "van culturele en historische waarde".

## Verhaal
Het verhaal is een parodie op het boek Strange Case of Dr Jekyll and Mr Hyde van Robert Louis Stevenson. Kelp is een introverte sullige verstrooide professor op een universiteit die een serum uitvindt dat hem verandert in een glad, knap en sociaalvaardig alter ego Buddy Love.
Als Love kan de professor werk maken van het versieren van studente Stella Purdy, maar het serum is telkens na enige tijd uitgewerkt, meestal op een zeer ongelegen moment. Buddy Love heeft bovendien een totaal andere persoonlijkheid dan Kelp; hij is bijvoorbeeld erg arrogant. Kelp weet dit, maar kan desondanks de verleiding niet weerstaan toch telkens weer Buddy Love te worden. Purdy haat Love om zijn gedrag, maar blijft zich toch om een voor haar onbekende reden aangetrokken voelen tot hem.
Kelps ware identiteit wordt geopenbaard als hij als Buddy Love een toespraak houdt op het eindfeest van het schooljaar. Hij verandert op het podium weer in professor Kelp, en dan blijkt dat Stella Purdy de echte professor sympathieker vindt dan Buddy Love. Aan het eind van de film besluit Kelps vader, aan wie Kelp eerder in de film een kopie van de formule gaf, het middel op de markt te brengen. Kelp en Purdy vertrekken samen met de noorderzon.

## Rolverdeling
| Acteur           | Personage                     |
| ---------------- | ----------------------------- |
| Jerry Lewis      | Prof. Julius Kelp, Buddy Love |
| Stella Stevens   | Stella Purdy                  |
| Del Moore        | Dr. Hamius R. Warfield        |
| Kathleen Freeman | Millie Lemmon                 |

## Achtergrond

### Notities
- Vaak wordt beweerd dat het personage Buddy Love geïnspireerd is op Dean Martin, de voormalige partner van Jerry Lewis. Zowel Lewis als Stella Stevens hebben dat vaak ontkend, onder andere in Lewis' autobiografie uit 1982 en de documentaire The Nutty Professor: Perfecting the Formula .
- Lewis beweerde tevens dat hij het personage Buddy Love graag nog gemener had willen maken, omdat dit personage tot zijn verbazing meer fanmail kreeg dan de professor.
- De zoon van Lewis, Gary Lewis, zou ook in deze film meespelen. De scène waarin hij voorkwam werd echter verwijderd, maar werd later wel in de dvd-uitgave van de film verwerkt.
- Les Brown and his Band of Renown spelen in de film mee als zichzelf tijdens het schoolbal.

### Spin-offs
Jerry Lewis zou graag een vervolg maken op de film, maar dit kwam er lange tijd niet van. Uiteindelijk gaf hij in 1996 wel zijn toestemming voor een remake (zie The Nutty Professor (1996)) met Eddie Murphy in de hoofdrol. Lewis werkte zelf mee aan deze film als producent. Pas in 2008 kreeg de film eindelijk een vervolg: een animatiefilm die eveneens The Nutty Professor heet.
In 2009 maakte The New York Times bekend dat een Broadway-musical gebaseerd op de film in de maak is.

## Prijzen en eerbetoon
The Nutty Professor staat op de 99e plaats van AFI's 100 Years... 100 Laughs.